# Презент
Презент (од лат.  — „садашњи”) или садашње време је просто и лично глаголско време који означава радњу, стање или збивање који се одвијају у садашњости.

## Презент у српском језику

### Грађење
Гради се од презентске основе, која се добија одбијањем личног наставка -мо у 1. лицу множине презента, и следећих наставака:
| Лице | Једнина                       | Множина   |
| ---- | ----------------------------- | --------- |
| 1.   | -м/-у                         | -мо       |
| 2.   | -ш                            | -те       |
| 3.   | - (нема наставка у овом лицу) | -ју/-у/-е |

Прво лице презента наводи се уз инфинитив у већини речника. Треба обратити пажњу на глаголе "хтети" и "моћи", који, у првом лицу једнине презента, уместо наставка -м имају наставак -у, "хоћу" и "могу“.
Што се тиче трећег лица множине, правила су следећа:
- Ако се 1. лице једнине завршава на -им, наставак 3. лица множине је -е и додаје се на окрњену основу (без завршног -и), нпр. видим - виде, држим - држе, мислим - мисле. Изузетак су глаголи врети и зрети, који у трећем лицу множине презента уместо наставка -е имају наставак -у: врим - вру и зрим - зру.
- Ако се 1. лице једнине завршава на -ем, наставак 3. лица множине је -у и додаје се на окрњену основу (без завршног -е), нпр. кажем - кажу, паднем - падну, пијем - пију, тресем - тресу, тонем - тону, купујем - купују. Изузетак су глаголи наведени у следећем правилу, као што је глагол хтети, који у трећем лицу множине презента уместо наставка -у има наставак -е: хоћу (према хоћеш) - хоће.
- Ако се 1. лице једнине завршава на -ам, наставак 3. лица множине је -ју, нпр. дам - дају, читам - читају, певам - певају, причам - причају. Изузетак су малобројни глаголи као што су смем - смеју, умем - умеју, разумем - разумеју, успем - успеју. Код ових глагола не долази до скраћивања презентске основе.

Код глагола чији се инфинитив завршава на -ћи (односно 1. лице једнине презента на -чем) основа се у 3. лицу множине разликује од основе у осталим лицима: пећи - печем - пеку, вући - вучем - вуку, тући - тучем - туку. До ове појаве долази зато што се, за разлику од осталих лица, у 3. лицу множине не врши палатализација.
У следећој табели дат је пример презента глагола „радити“ (презентска основа: ради):
| Лице | Једнина | Множина |
| ---- | ------- | ------- |
| 1.   | радим   | радимо  |
| 2.   | радиш   | радите  |
| 3.   | ради    | раде    |

### Употреба
Право значење презента имају глаголи несвршеног вида који обележавају радњу која се врши:
- у тренутку говора:

Шетам по парку.
- стално, све време:

Дунав протиче кроз Нови Сад.

Презент може да има и нека друга значења (када се могу употребити и глаголи свршеног вида), а то су:
- Приповедачки (историјски) презент употребљава се за живописно приповедање прошлости:

Вратим се кући, узмем кишобран и одем у школу.
Године 1927. Аљехин побеђује Капабланку и постаје светски првак у шаху.
- Релативни презент означава прошлу радњу у зависној реченици истовремену са прошлом радњом у главној реченици:

Рекла ми је да има много новца.
- Презент за будућност праћен одредбом за време може означавати радњу у будућности:

Сутра путујемо на море.
- Презент у значењу футура другог као и футур други, означава радњу истовремену са неком радњом у будућности:

Они ће играти танго док не падну од умора (футур II: Они ће играти танго док не буду пали од умора)
- Квалификативни презент означава радње које се врше по неком природном реду, по обичају или навици, односно које се понављају:

После зиме долази пролеће.
- Пословични презент се употребљава у пословицама:

Зрела крушка сама падне.
- Презент са модалним значењем означава став говорног лица према још неоствареној радњи:

Умирем од жеђи.